# Tünel
Tünel er en kort undergrundsbane i Istanbul, Tyrkiet. Den blev indviet 17. januar 1875 og fungerer fortsat. Banen er blot 573 m lang, og en tur fra den ene ende til den anden tager 1½ minut.